# Тесида
Тесида (грч. θέσις) је у грчкој митологији било божанство, персонификација стварања, што и значи њено име.

## Митологија
Неки извори је представљају као жену, богињу, једну од примордијалних, која је била повезана са Фусидом. Била је такође поистовећена са Метидон и Тетијом, али су ова два божанства најчешће у античкој грчкој књижевности јасно одвојена од божанстава створитеља света. Њој су орфици приписивали почетак креације уз Хидроса, тако да је представљена као женски аспект двополног Фанеса. Неки извори је сматрају мушким божанством и поистовећују је са Фанесом и Ерикапејем. Настала је без родитеља, а њеним потомцима су се сматрали Хрон и Ананка, које је можда имала са Хидросом или Порос и можда Текмор. Платон ју је називао Метидом и приписивао јој Пороса и Пенију.